# Epicauta atropos
Epicauta atropos är en skalbaggsart som beskrevs av Pinto 1991. Epicauta atropos ingår i släktet Epicauta och familjen oljebaggar. Inga underarter finns listade i Catalogue of Life.